# 特雷本
特雷本（德語：Treben）是德国图林根州的市镇，隶属于阿尔滕堡地区县。总面积为10平方千米，截至2023年12月31日总人口为1,174人。歷史上當地是韦廷王朝的領土。